# Icerya formicarum
Icerya formicarum är en insektsart som beskrevs av Robert Newstead 1897. Icerya formicarum ingår i släktet Icerya och familjen pärlsköldlöss. Inga underarter finns listade i Catalogue of Life.